# Johan Vonlanthen
Johan Jarlín Vonlanthen Benavides (Santa Marta, Colombia, 1 de febrero de 1986) es un exfutbolista colombo-suizo que jugaba como delantero y su último club fue el FC Wil. Es conocido por ser el 2º futbolista más joven en marcar en una Eurocopa (Por detras de Lamine Yamal), concretamente en la edición de 2004.

## Biografía
Vonlanthen llegó al país de Suiza con apenas 12 años ya que su madre se había casado con un suizo. De niño, vivió en la localidad de Flamatt, Cantón de Friburgo, donde empezó a destacar muy pronto en los equipos inferiores del equipo de fútbol de la localidad.

## Trayectoria

### Inicios
Con apenas 15 años firmó su primer contrato profesional con el Young Boys de Berna y fue convocado a la selección sub-16 de Suiza.
Vonlanthen jugó como junior de BSC Young Boys de Suiza. En la temporada 2001-02, hizo su debut a los 16 años de edad, en la Super League de Suiza comenzando ocho partidos y apareciendo una vez como sustituto.

### PSV Eindhoven
En el verano de 2003, fue trasladado a la Eredivisie holandesa, al Club PSV Eindhoven. Hizo una buena impresión inicial y ayudó al PSV a clasificar a la Liga de Campeones de la UEFA. Tras una buena primera temporada, comenzó a perder la forma y como consecuencia fue cedido al equipo italiano Brescia Calcio en los últimos seis meses de la temporada 2004-05. Él fue cedido de nuevo a NAC Breda para la temporada 2005-06.
Antes de firmar con el PSV Eindhoven de Holanda en 2003, Volanthen estuvo en un campus de jóvenes jugadores organizado por el Real Madrid.
El club español le ofreció entrar en sus categorías inferiores pero el internacional suizo se decantó por proseguir su carrera profesional en el PSV, donde le ofrecieron formar parte de la primera plantilla del equipo.
Algunos años más tarde, reconoce que poder jugar ahora en el Santiago Bernabéu "sería un sueño".

### Red Bull Salzburg

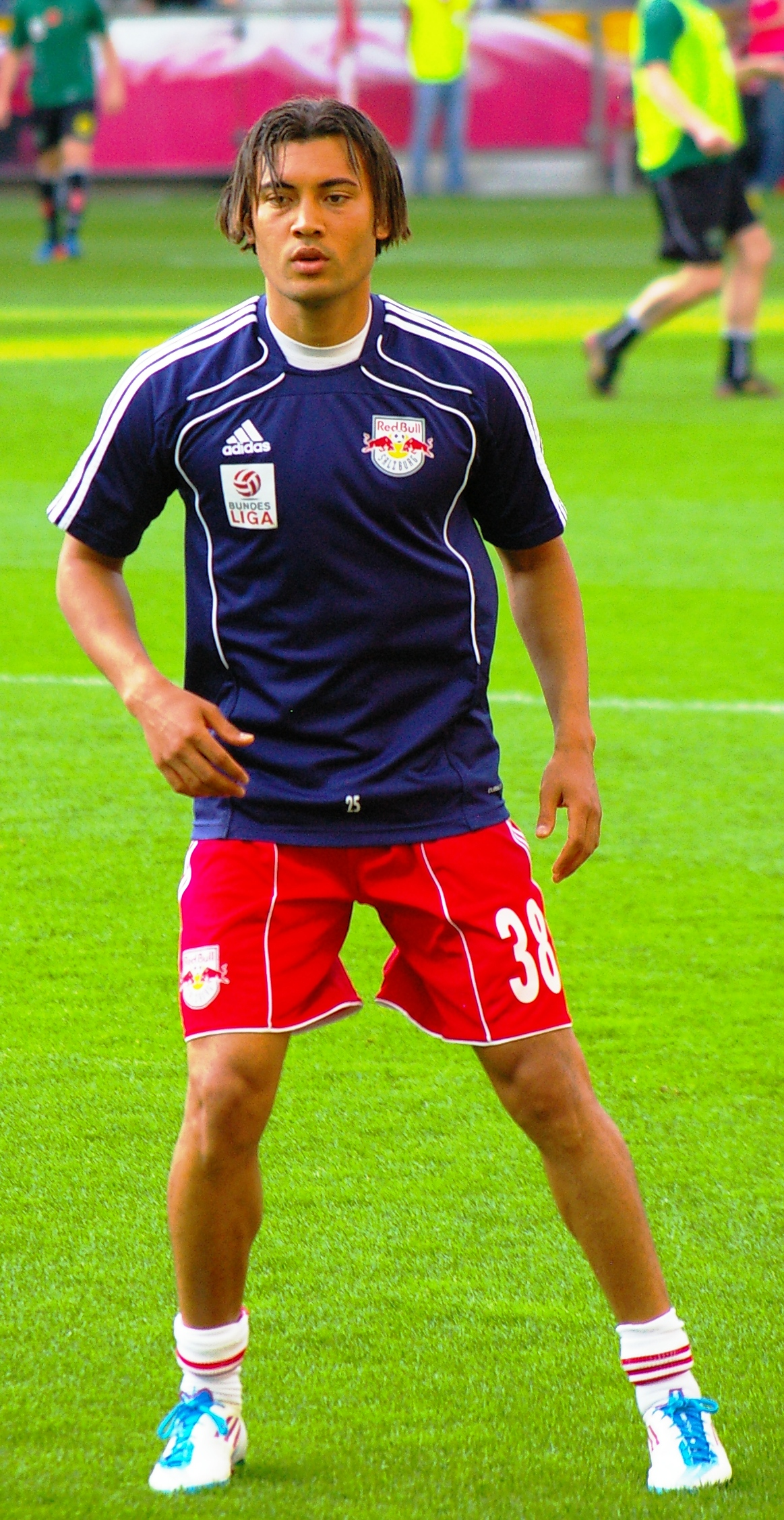
Johan Vonlanthen entrenando.

Al inicio de la temporada 2006-07, Vonlanthen fue transferido al Red Bull Salzburg en la Bundesliga austriaca.

### FC Zürich
El 13 de julio de 2009, FC Zürich firmó el delantero suizo en un contrato de préstamo a larga temporada y logró marcar 3 goles para la primera clasificación de la Champions League en la Historia del Club.

### Salzburgo
Por motivos personales el movimiento no se hizo permanente, y Vonlanthen regresó a Salzburgo para el inicio de la temporada 2010-11.

### Itagüí
Después de un importante paso por el fútbol de Europa regresó a Colombia en el 2012 para jugar bajo un contrato de un año con el Itagüí.
Donde jugó 5 partidos oficiales con el conjunto colombiano que le permitió no jugar los sábados.

### Grasshopper
En el segundo semestre de 2013 decide regresar al fútbol suizo, para jugar con el Grasshopper

## Retiro y regreso
El 30 de mayo de 2012, Vonlanthen anunció su retiro a los 26 años. Según él, él no podía hacer frente a la posibilidad de someterse a una operación de rodilla.
Sin embargo, el 13 de junio de 2013, Vonlanthen salió de su retiro para unirse a Grasshopper, firmando un contrato de un año con una opción por otros dos años.

## Selección nacional
Ha sido internacional con la Selección de fútbol de Suiza, jugó 40 partidos internacionales y anotó 7 goles.
El 6 de junio de 2004, Vonlanthen hizo su debut para el equipo nacional suizo contra Liechtenstein. Él entró como sustituto en el minuto 81 para sustituir a Alexander Frei. Suiza venció a Liechtenstein 1-0.
En la Euro 2004, Vonlanthen se convirtió en el segundo jugador más joven en jugar en el torneo, cuando entró como sustituto contra Inglaterra. El 21 de junio de 2004, Vonlanthen se convirtió en el goleador más joven de la historia en una fase final de la Eurocopa, al marcar el único tanto de su equipo frente a Francia en el estadio Ciudad de Coimbra (1-3). Tenía 18 años y 141 días y batió el récord logrado cuatro días antes por el inglés Wayne Rooney.
Vonlanthen fue llamado a la selección suiza para jugar en la Copa Mundial de Fútbol de 2006, pero no pudo participar debido a una lesión en un tendón de la corva. También fue convocado para la Eurocopa 2008. Para el Mundial 2010, por una lesión en la rodilla izquierda no pudo participar.

### Participaciones en Copas del Mundo
| Mundial                        | Sede     | Resultado        |
| ------------------------------ | -------- | ---------------- |
| Copa Mundial de Fútbol de 2006 | Alemania | Octavos de final |

## Clubes
| Club              | País         | Año       |
| ----------------- | ------------ | --------- |
| Young Boys        | Suiza        | 2001-2003 |
| PSV Eindhoven     | Países Bajos | 2003-2004 |
| Brescia Calcio    | Italia       | 2005      |
| NAC Breda         | Países Bajos | 2005-2006 |
| Red Bull Salzburg | Austria      | 2006-2009 |
| FC Zürich         | Suiza        | 2009-2010 |
| Red Bull Salzburg | Austria      | 2010-2011 |
| Águilas Doradas   | Colombia     | 2012      |
| Grasshopper       | Suiza        | 2013      |
| Servette Genève   | Suiza        | 2014-2015 |
| FC Wil            | Suiza        | 2016-2018 |